# 베일리얼 칼리지 (옥스퍼드 대학교)
베일리얼 칼리지(Balliol College)는 잉글랜드 옥스퍼드 대학교를 구성하는 칼리지이다. 1263년에 존 발리올의 아버지인 존 1세 드 발리올(John I de Balliol)이 설립하여 유니버시티 칼리지, 머튼 칼리지와 함께 옥스퍼드 대학교의 가장 오래된 칼리지 중 하나로 꼽힌다. 칼리지의 본관이 옥스퍼드 브로드 스트리트(Broad Street)에 있으며 다른 시설이 조엣 워크(Jowett Walk), 홀리웰 매너(Holywell Manor)에 있다.